# Ado Ekiti

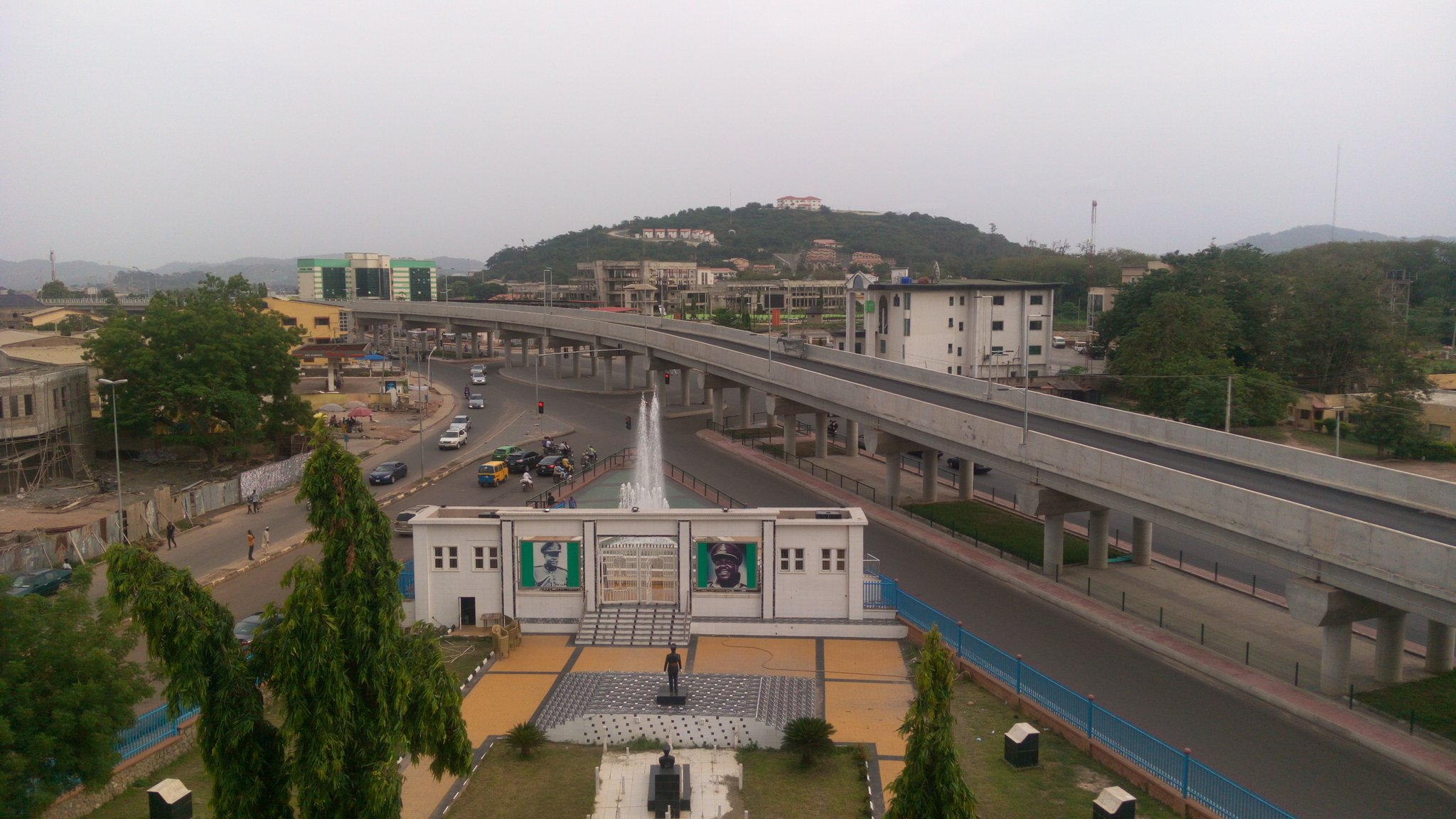
Ado Ekiti Fajuyi park

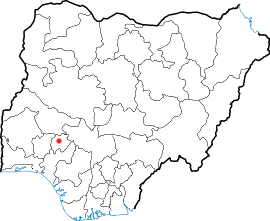
Ado Ekitis läge

Ado Ekiti, även kallad Ado, är en stad i sydvästra Nigeria. Den är administrativ huvudort för delstaten Ekiti och har 308 621 invånare på en yta av 293 km².